# Peroxodisíran amonný
Peroxodisíran amonný je solí kyseliny peroxodisírové. Jeho vzorec je (NH4)2S2O8. Velmi dobře se rozpouští ve studené vodě. Je to velmi silné oxidační činidlo. Používá se k leptání mědi při výrobě plošných spojů.